# Dilatator (Anatomie)
Als Dilatator („Erweiterer“, Kurzform von Musculus dilatator) bezeichnet man in der Anatomie einen Muskel, der die Erweiterung einer Öffnung bewirkt. Sein Gegenspieler wird Sphincter (Schließmuskel) oder Konstriktor genannt. Dilatatoren, bei denen der Begriff im anatomischen Namen vorkommt, sind:
- Musculus dilatator pupillae („Pupillenerweiterer“)
- Musculus dilatator naris apicalis („Nasenlocherweiterer“)